# Hāfu

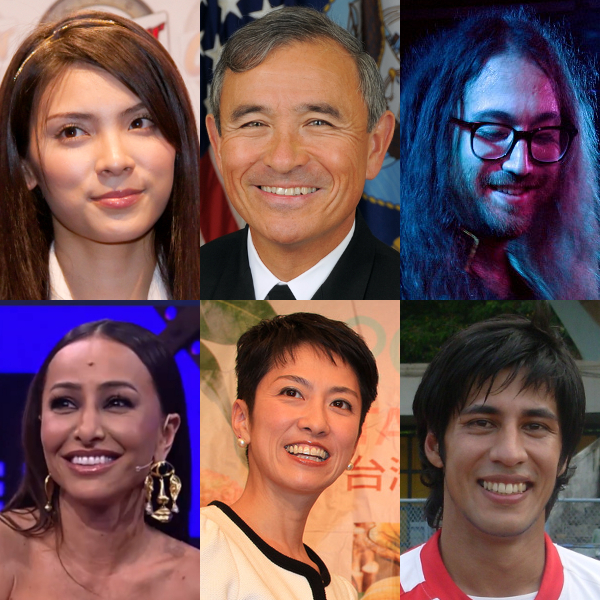
Da in alto a sinistra in senso orario: Sayaka Akimoto (cantante e attrice nippo-filippina), Harry B. Harris Jr. (ammiraglio nippo-statunitense della Marina americana), Sean Lennon (musicista statunitense di origine anglo-giapponese), Arata Izumi (calciatore nippo-indiano), Renhō (giornalista e politico nippo-taiwanese) e Sabrina Sato (presentatrice televisiva nippo-brasiliana)

Hāfu (ハーフ? dall'inglese half, "metà") è un termine giapponese usato per riferirsi ai figli di unioni tra giapponesi e stranieri. Guadagnò notevole popolarità negli anni settanta del XX secolo, divenendo il termine predominante per indicare i giapponesi di origine multietnica. Nonostante questi ultimi siano stati spesso oggetto di discriminazione, soprattutto nel periodo successivo la fine della seconda guerra mondiale, il termine in sé non possiede connotazioni negative, a differenza di altri vocaboli utilizzati in passato, come per esempio ainoko.

## Terminologia
Hāfu (ハーフ? dall'inglese half, "metà") è il termine predominante per indicare una persona nata dall'unione di un genitore giapponese e di uno non giapponese. Gli hāfu di solito sono nati e cresciuti in Giappone, frequentando le scuole giapponesi e parlando la lingua giapponese come madrelingua. Il termine viene utilizzato soprattutto dai media e di per sé non possiede connotazioni negative, benché alcuni giapponesi appartenenti a questa categoria non vi si identifichino a causa delle sue implicazioni di inadeguatezza, mancanza e incompletezza. Altri ancora ritengono invece che il termine sia equanime, poiché utilizzato senza allusioni al significato inglese originario.
Prima della diffusione del termine hāfu vi erano altre parole utilizzate per descrivere i figli nati da unioni miste, per esempio ainoko (合の子? "figlio di miscuglio"), che divenne comune dopo la seconda guerra mondiale e che finì successivamente in disuso a causa delle sue connotazioni razziste. Il termine era usato sia per le persone che per gli animali, ed era strettamente legato alle accezioni negative di povertà, illegittimità e impurità. Dopo la fine dell'Occupazione venne rimpiazzato gradualmente dal più neutrale konketsuji (混血児? "bambino di sangue misto"), ma anche a questa parola venne attribuito un taglio negativo, in quanto associata al militarismo statunitense. Altri termini più moderni sono kokusaiji (国際児? "bambino internazionale") e daburu (ダブル? dall'inglese double, "doppio"). Quest'ultimo non ha ricevuto il totale consenso sul suo utilizzo, ed è, anzi, rifiutato da numerosi giapponesi di origine multietnica, poiché andrebbe a contraddire la peculiare modestia della lingua giapponese.

## Diffusione
È difficile stabilire quante persone di origine multietnica risiedano in Giappone, poiché il governo non identifica gli abitanti in base all'etnia ma in base alla nazionalità. Una stima riferita al 2010, comunque, indicava che un bambino su trenta era nato in una famiglia nella quale almeno uno dei due genitori non era giapponese, mentre un'altra statistica rivelava che un matrimonio su diciotto era misto; uno su dieci nella sola Tokyo.

## Storia
La percezione nei confronti delle persone di origine multietnica da parte dei giapponesi ha subito dei cambiamenti nel corso della storia, che vide susseguirsi periodi di indifferenza ad altri caratterizzati da insofferenza e discriminazioni. Nel periodo Edo, il tradizionale preconcetto inculcato nelle menti dei giapponesi prevedeva la suddivisione tra "noi giapponesi" e "tutti gli altri", a differenza di quanto accadeva in altre culture, per esempio in  America, in cui le maggiore differenze sociali si riscontravano tra "bianchi" e "neri". Queste idee, tuttavia, ebbero poche conseguenze fino ad almeno tutta la durata dei periodi Meiji e Taishō e parte del periodo Shōwa.
Nel periodo successivo la fine della seconda guerra mondiale, di conseguenza all'occupazione alleata, i casi di discriminazione nei confronti degli hāfu divennero piuttosto comuni. I motivi principali che spinsero la società giapponese a riconsiderare la posizione dei giapponesi di discendenza mista furono la crescita esponenziale del numero di questi ultimi, la percezione dell'opinione pubblica che questo numero fosse ancora più grande di quanto effettivamente fosse in realtà e il fatto che molti di essi fossero figli di famiglie di ceto sociale basso. Per la maggior parte si trattava di bambini nati dalle relazioni tra giapponesi e statunitensi, i quali erano arrivati in massa nel Paese nipponico durante il periodo occupazionista. In un primo momento tali relazioni erano scoraggiate dal governo statunitense, il quale raccomandava ai propri uomini di evitare qualsiasi assunzione di responsabilità nella crescita e nel mantenimento di eventuali figli nati da relazioni con le donne del luogo. Ciò comportò un massiccio aumento dei casi di abbandono almeno fino al 1952, anno in cui le restrizioni in tal senso vennero abolite. Ciò nonostante, la maggioranza dei nippo-statunitensi che risiedeva in Giappone nel periodo post-bellico consisteva proprio nei bambini abbandonati o rimasti orfani, i quali divennero bersaglio di pregiudizi e discriminazioni. I casi più diffusi interessavano soprattutto coloro che possedevano come caratteristica distintiva un colore di pelle diverso da quello dei giapponesi comuni, per esempio pelle nera o bianca. L'accesso a servizi pubblici, in particolare le scuole, era fortemente limitato e, nel caso vi fosse la possibilità di accedervi, essi finivano per essere bersagli di violenza verbale, venendo apostrofati per esempio con termini dai connotati spregiativi quali gaijin (外人? "straniero"), kuronbo (黒んぼ? "negro") o hitokui jinshu (人食い人種? "cannibale"). Vi erano casi di disparità anche in ambito lavorativo, con gli hāfu spesso relegati a lavori umili e poco retribuiti.
La situazione migliorò solo a partire dagli anni settanta, grazie soprattutto al cosiddetto konketsu būmu (混血ブーム? "boom della razza mista"), un periodo durante il quale l'industria dell'intrattenimento giapponese scritturò numerosi artisti di origine mista, tra i quali le più conosciute erano il gruppo musicale pop Golden Half, composto da cinque ragazze di origine euroasiatica. Da quel momento musicisti, modelli, star dello sport e attori di origine mista divennero personalità sempre più richieste e presenti nel mondo dello spettacolo, contribuendo alla crescita della familiarità dei giapponesi verso gli hāfu senza tuttavia eliminare, ma addirittura accrescendo, i diversi stereotipi nei confronti degli stessi.
Nel Giappone degli anni settanta i giapponesi di discendenza mista potevano trovare difficoltà in ambito sociale e sentimentale, e sovente erano vittime di stereotipi riguardanti la sfera sessuale, venendo additati come promiscui e molto più attivi rispetto alla media giapponese. Le donne hāfu, anche per questo motivo, trovavano facilmente lavoro come modelle, accompagnatrici e hostess nei night club o ragazze-copertina per riviste di moda o a carattere pornografico. L'immagine erotica associata loro malgrado, inoltre, impediva agli hāfu di trovare marito o moglie: la maggior parte di essi, cresciuti come comuni giapponesi, avevano interesse nel trovare un partner che condividesse lo stesso background culturale, ma essendo dei giapponesi solo per metà, venivano spesso rifiutati. Molti di essi perciò erano costretti a limitare le proprie relazioni a quelle con altri hāfu. Tale problematica risulterebbe essere diffusa anche nel Giappone contemporaneo, dove i rapporti sociali degli hāfu con i giapponesi "puri" sembrerebbero essere più difficili da stabilire rispetto a quelli con altri hāfu.
All'inizio degli anni duemila l'immagine degli hāfu era fortemente associata ai figli di famiglie di ceto sociale medio-alto, poiché essi venivano sovente iscritti a scuole private internazionali o scuole militari dove, oltre a limitare gli imprevisti legati alla discriminazione e al bullismo, avrebbero potuto ricevere un'educazione adatta sia alla cultura giapponese, sia alla cultura di Paesi differenti. Ciò nonostante, vi sono altresì numerosi hāfu appartenenti a un ceto sociale più basso, e soltanto alcuni di loro hanno la possibilità di accedere a tali scuole.

## Contesto sociale
La questione va inquadrata nel contesto particolare della cultura giapponese, prendendo in considerazione la mentalità del popolo giapponese, noto per essere orgoglioso della propria omogeneità etnico-culturale e razziale. Benché il Giappone si autoconsideri una "società multinazionale" (多国籍社会?, takokuseki shakai), permane ancora il concetto di "nazione monoetnica" (単一民族国家?, tan'itsu minzoku kokka), esemplificato dal controverso discorso del 2005 dell'allora primo ministro giapponese Tarō Asō, il quale descrisse il Giappone come una nazione di «una razza, una civiltà, una lingua e una cultura». A causa di ciò numerosi hāfu, benché siano nati e cresciuti in Giappone, siano madrelingua giapponesi o posseggano la cittadinanza giapponese, vengono trattati alla stregua di cittadini stranieri, o classificati come kokuseki fumei (国籍不明? letteralmente "di nazionalità sconosciuta"). Inoltre, in una società all'interno della quale essere "diversi" viene visto come un'anomalia (tant'è vero che la parola "chigau" = <<違う= ちが う>>, significa  sia "diverso", sia "sbagliato") o quantomeno un qualcosa da evitare, le appariscenti caratteristiche fisiche degli hāfu, in molti casi piuttosto differenti dai giapponesi comuni, possono portare a casi di bullismo o ostracismo. Il "non sembrare un giapponese", ma anche le difficoltà nel padroneggiare correttamente la lingua giapponese, sono tra le cause più comuni di esclusione sociale tra i bambini hāfu in Giappone. Gli hāfu che sono fondamentalmente indistinguibili dai giapponesi comuni, sia fisicamente che nel comportamento, sono quindi esenti da questo tipo di trattamento. A questo proposito non sono rare le storie di bambini di discendenza mista che, per evitare di essere maltrattati a scuola, evitano di ostentare la propria conoscenza dell'inglese (o di qualsiasi altra lingua straniera); altri chiedono al genitore di madrelingua straniera di non farne uso in pubblico, evitando così potenziali situazioni spiacevoli.
Il film documentario Hafu del 2013 racconta le esperienze di alcuni hāfu e le difficoltà che debbono affrontare vivendo in Giappone.